# Vota la voce 1995
La 23ª edizione di Vota la voce è andata in onda su Canale 5 da Piazza Grande di Arezzo il 19 settembre del 1995.
Conduttori furono Red Ronnie ed Alba Parietti con la partecipazione di Lorella Cuccarini.
Vincitori dell'edizione furono: Vasco Rossi (miglior cantante maschile), Giorgia (miglior cantante femminile), Neri per Caso (miglior gruppo), Gianluca Grignani (miglior rivelazione), 883 (premio speciale), Pooh (premio tournée) e Raf (miglior album).

## Cantanti partecipanti
- Mietta - Tu sei te
- Fiorello - Ridi
- Gianluca Grignani - Destinazione paradiso
- Simply Red - Fairground
- Roberto Vecchioni - Il tuo culo e il tuo cuore
- Neri per Caso - Sentimento pentimento
- 883 - Una canzone d'amore
- Vasco Rossi - Gli spari sopra (live a San Siro)
- Antonello Venditti - Prendilo tu questo frutto amaro
- Andrea Bocelli e Judy Weiss - Vivo per lei
- Ligabue - Certe notti
- Raf - Sei la più bella del mondo
- Litfiba - Spirito
- Tears for Fears - Raoul and the kings of Spain
- Pooh - Buonanotte ai suonatori
- Jamie Walters - Hold on
- Edoardo Bennato - Le ragazze fanno grandi sogni
- Giorgia - E c'è ancora mare
- Vasco Rossi - Senza parole

## Ascolti TV
| Puntata           | Telespettatori | Share  |
| ----------------- | -------------- | ------ |
| 19 settembre 1995 | 6.569.000      | 26,70% |